# Phyllodactylus xanti
Phyllodactylus xanti е вид влечуго от семейство Phyllodactylidae.

## Разпространение
Видът е разпространен в Мексико и САЩ.